# Platymiscium pleiostachyum
Platymiscium pleiostachyum là một loài thực vật thuộc họ Fabaceae. Loài này có ở Costa Rica, El Salvador, và Nicaragua. Chúng hiện đang bị đe dọa vì mất môi trường sống.